# フェデリコ・デ・マドラーソ
フェデリコ・デ・マドラーソ・イ・クンツ（西: Federico de Madrazo y Kuntz, 1815年2月9日,  ローマ - 1894年6月10日, マドリード）は、19世紀、スペインの肖像画家である。

## 家族
新古典主義の画家ホセ・デ・マドラーソとポーランドの画家タデウシュ・クンツェの娘イザベル・クンツ・ヴァレンティーニ（Isabel Kuntz Valentini）の息子という芸術家の家に生まれた。兄弟に画家ルイス・デ・マドラーソ、美術評論家ペドロ・デ・マドラーソ、建築家フアン・デ・マドラーソがいる。また息子のリカルド・デ・マドラーソとライムンド・デ・マドラーソは画家となり、娘セシリア（Cecilia de Madrazo）は画家マリアノ・フォルトゥーニと結婚した。ライムンドの息子フェデリコ・デ・マドラーソ・イ・オチョアもまた画家となった。マドラーソ家はスペインの最も重要な画家一族の1つであり、文字通り19世紀のスペイン画壇を支配した。

## 経歴

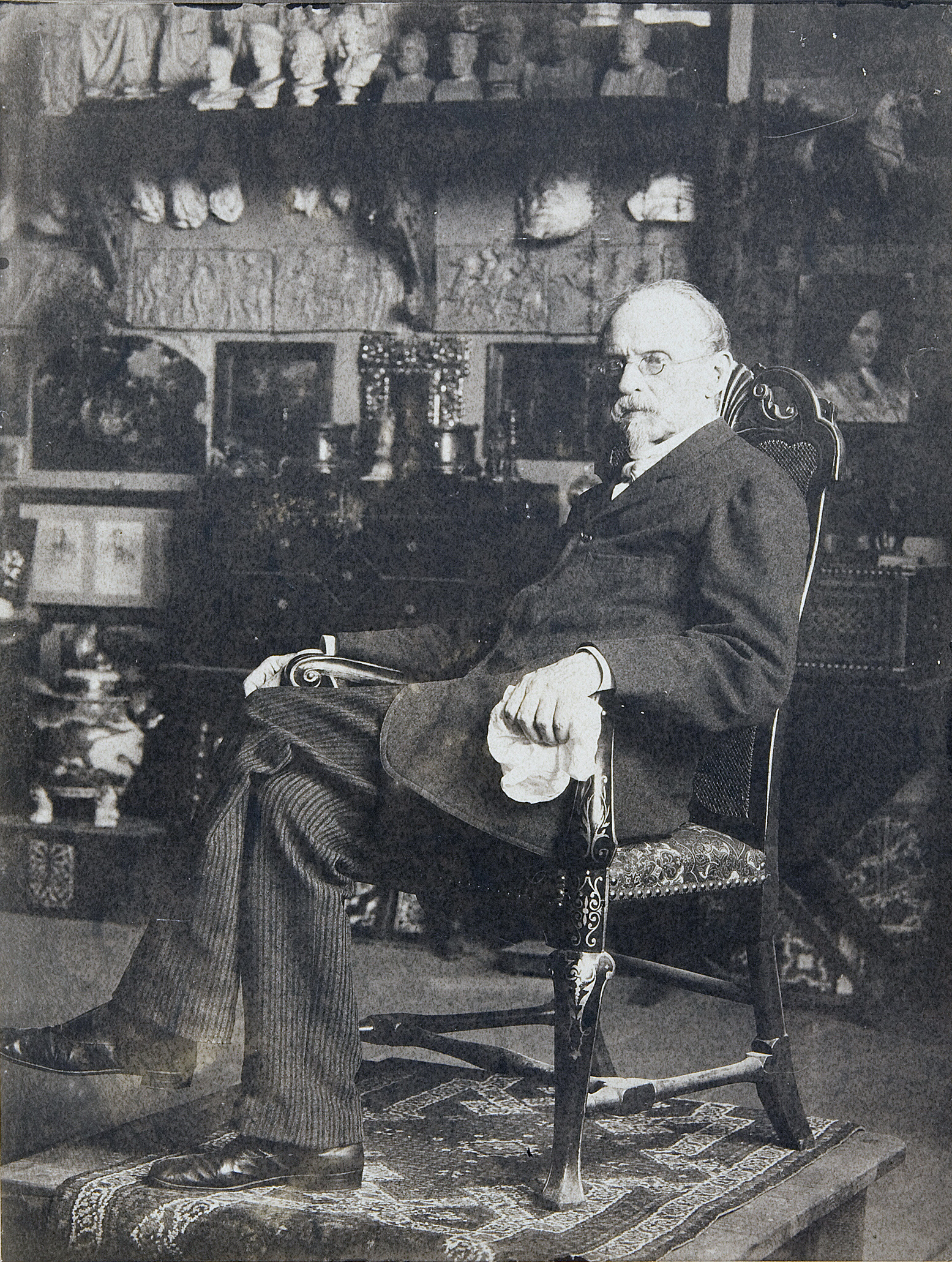
アトリエでのマドラーソ。

マドラーソは最初に父親から絵画の手ほどきを受けた。その後、マドリードのアルベルト・リスタの学校と王立サン・フェルナンド美術アカデミーに学び、アカデミー在学中の1829年に制作した最初の絵画『キリストの復活』がクリスティーナ女王によって購入されている。このときマドラーソは14歳であった。さらに19歳のときの作品『スピキオの禁欲』（La continencia de Escipión）が高い評価を受け、王立サン・フェルナンド美術アカデミーの準会員となった。彼は父の友人であるドミニク・アングルに絵画を学ぶため1832年にパリを訪れ、フランツ・クサーヴァー・ヴィンターハルターに師事した。彼はテイラー男爵とアングルの肖像画を描き、1837年にはヴェルサイユ宮殿のために『エルサレムの王を宣言するゴドフロワ・ド・ブイヨン』（Godofredo de Bouillon proclamado rey de Jerusalén）を描いた。パリでフランス的な方法とロマン主義的なスタイルを獲得したマドラーソはローマに2年間滞在した後、スペインに帰国し、1842年以来、カタルーニャの巨匠ホアキン・エスパルターに代表されるマドラーソと同様にフランスやイタリアで学んだ芸術家たちに囲まれて、芸術的かつ教育的で激しい主題の作品を展開した。当時マドリードにいたマドラーソは、父ホセがスペイン国王フェルナンド7世の宮廷画家であったのと同じように、スペイン女王イザベル2世の宮廷画家だった。1846年にはレジオン・ドヌール勲章を授与され、1853年にアカデミー・デ・ボザールの通信会員となり、その2年後に作品の一部がパリ万国博覧会に出展された。さらに1873年、画家ユリウス・シュノル・フォン・カロルスフェルトの死去によって外国人会員となっている。

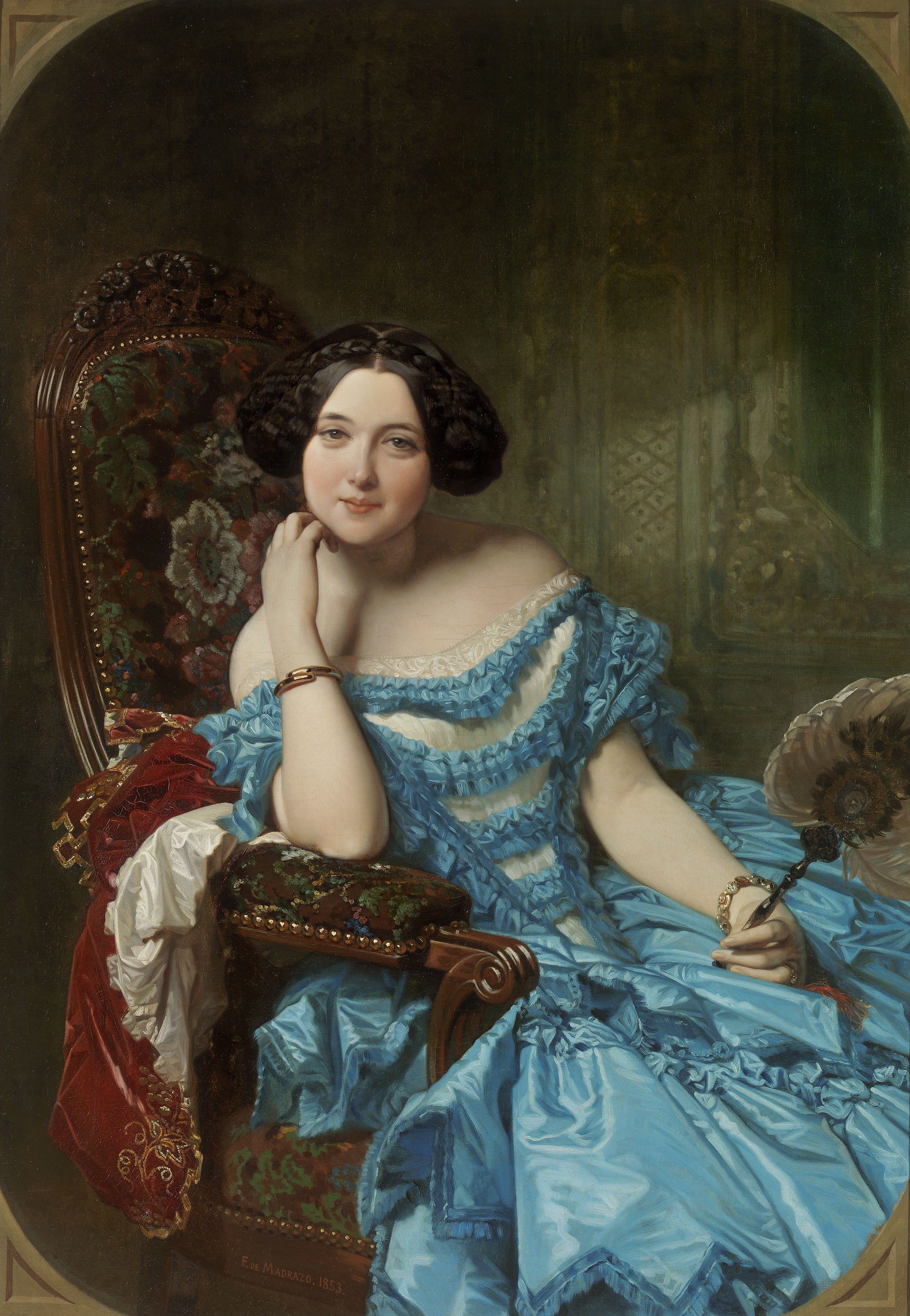
『ビルチェス伯爵夫人』（1853年）

父ホセがプラド美術館のディレクターを辞任した3年後、マドラーソは父と同じ地位に任命され、1868年の九月革命でそれを失ったが、プラド美術館と王立サン・フェルナンド美術アカデミーをそれぞれ2度監督した。マドラーソは当時のいくつかの雑誌に記録用のエングレービングや素描で協力し、まれに絵画と芸術全般に関するいくつかの理論的考察も発表した。

## 作品
マドラーソは特に貴族の世界と文化を象徴する肖像画、女流作家キャロライナ・コロナド、出版編集者マヌエル・リバデネイラ、女流作家ヘルトゥルディス・ゴメス・デ・アベジャネーダ、詩人ラモン・デ・カンポアモール、ビルチェス伯爵夫人、エスペハ侯爵夫人（la marquesa de Espeja）、エバリスト・フェルナンデス・デ・サン・ミゲル将軍、マリアーノ・ホセ・デ・ラーラ、およびいくつかの歴史画を描いた。これらのほとんどすべては彼の青年時代のものである。
マドラーソは偉大な名声を享受したときにはほぼ完全に肖像画に専念した。フランスのレオン・ボナやジャン＝レオン・ジェロームのような弟子もいた。彼の作品のハイライトは王立サン・フェルナンド美術アカデミーのイサベル2世、そして彼女の夫フランシスコ・デ・アシース・デ・ボルボーン、首相ホアン・ブラボー・ムリーリョ、スペイン共和国の最初の首相ニコラス・サルメロンおよびラモン・デ・カンポアモールまたはホセ・デ・エスプロンセダの肖像画である。画家の傑作のいくつかはプラド美術館で展示されており、とりわけビルチェス伯爵夫人の肖像画が有名である。

## ギャラリー

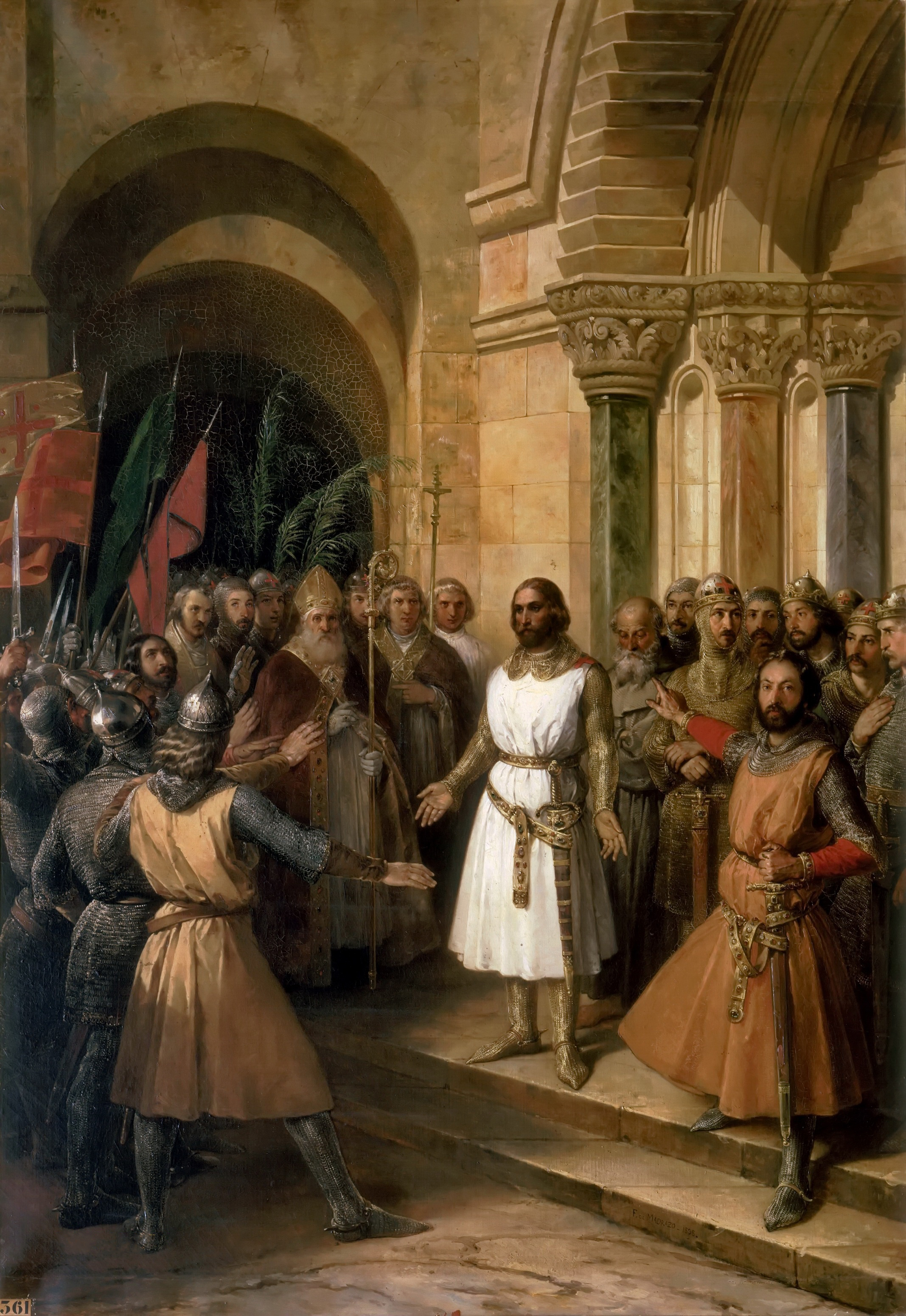
『エルサレムの王を宣言するゴドフロワ・ド・ブイヨン』（1838年）ヴェルサイユ宮殿美術館所蔵
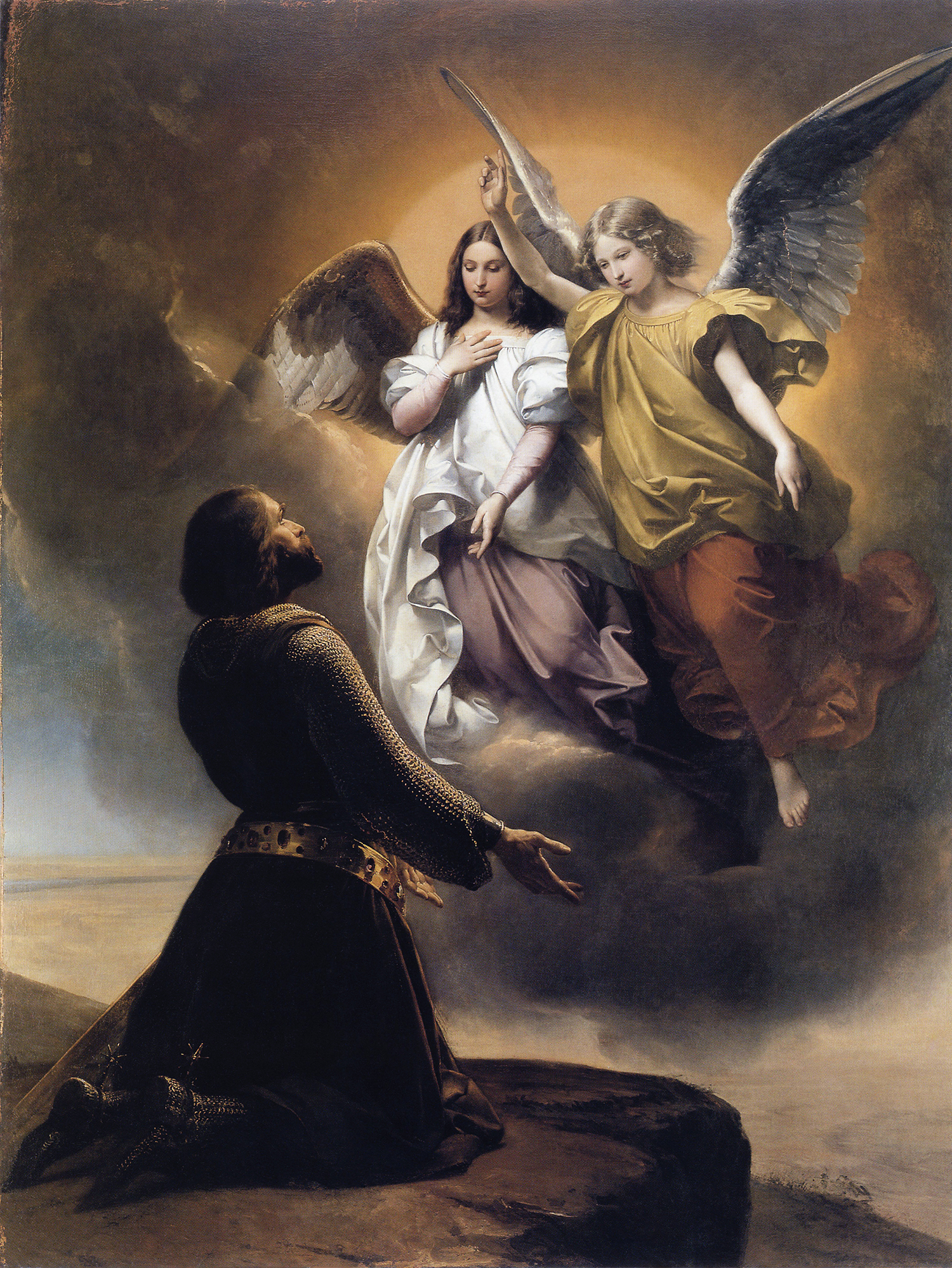
『シナイ山のゴドフロワ・ド・ブイヨン』（1839年）アルカサス所蔵
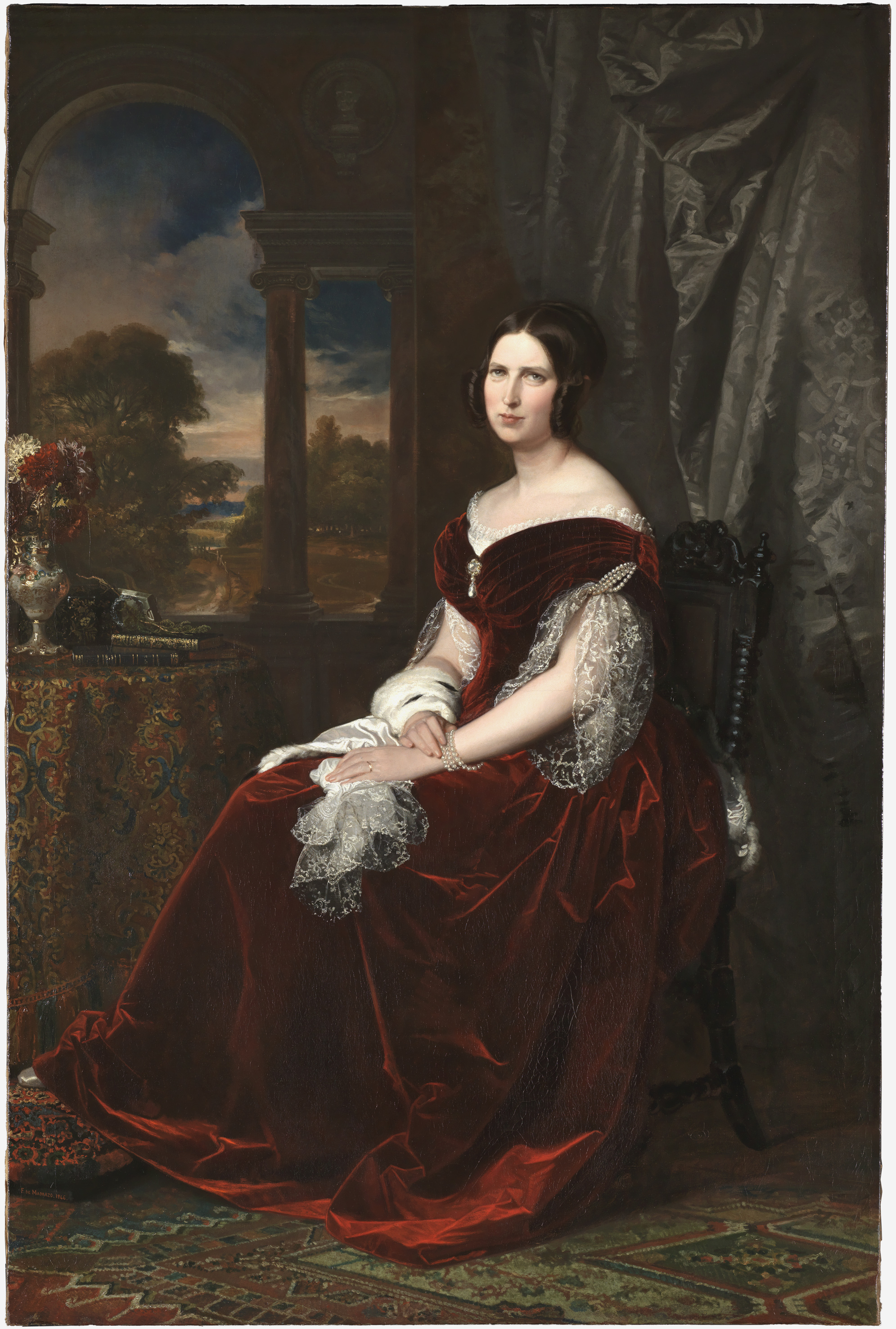
『サビーナ・シューファン・スポルディング』（1846年）プラド美術館所蔵
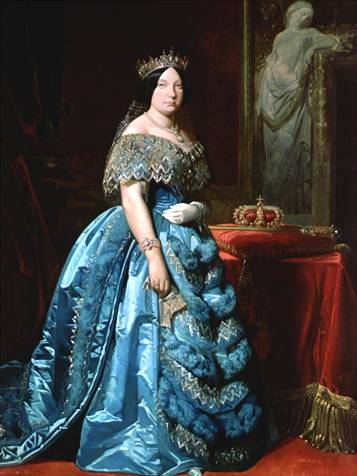
『スペインのイザベル2世』（1850年） 聖座スペイン大使館所蔵
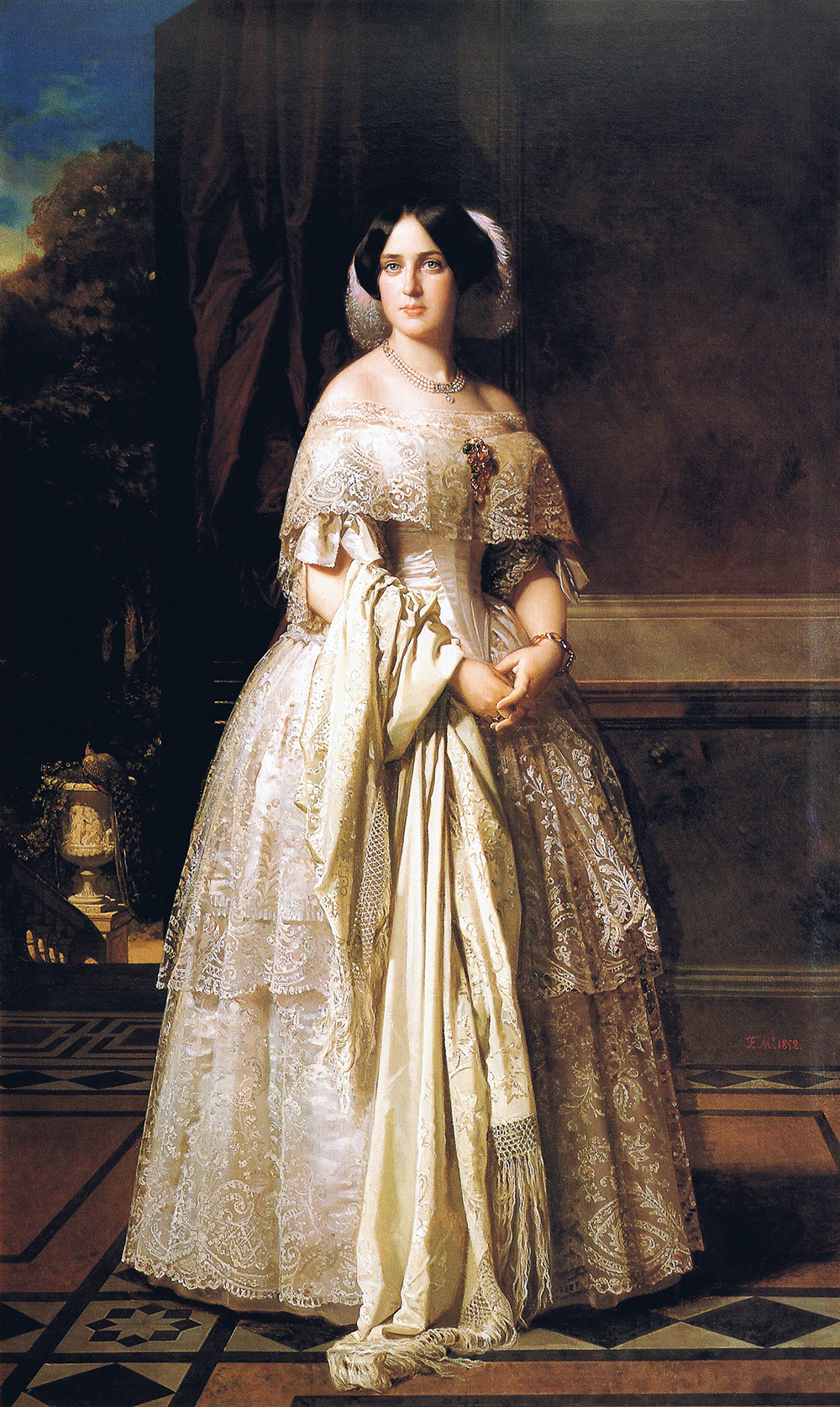
『エスペハ侯爵夫人』（1852年）プラド美術館所蔵
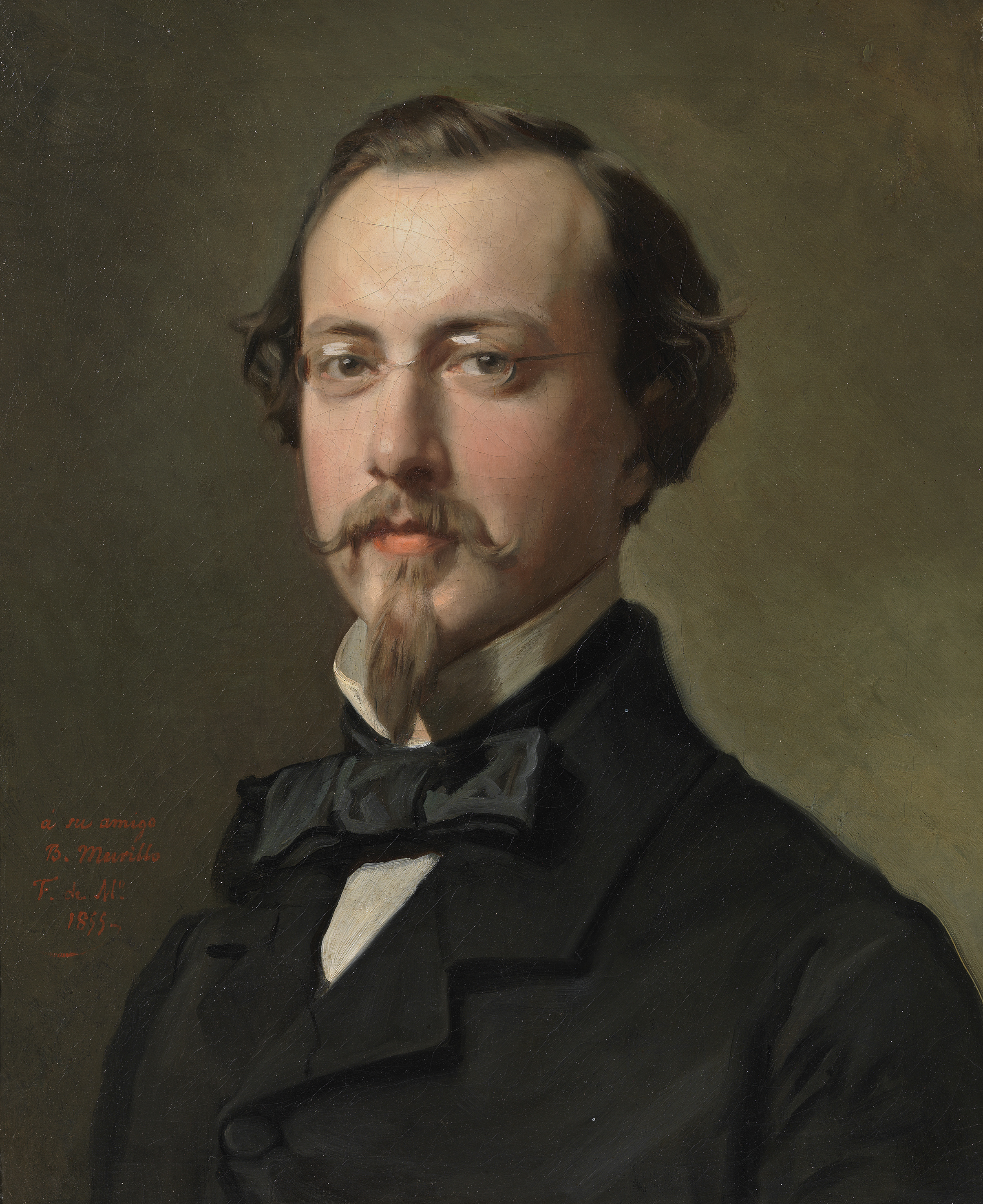
『画家ベニート・ソリアーノ・ムリーリョ』（1855年）プラド美術館所蔵
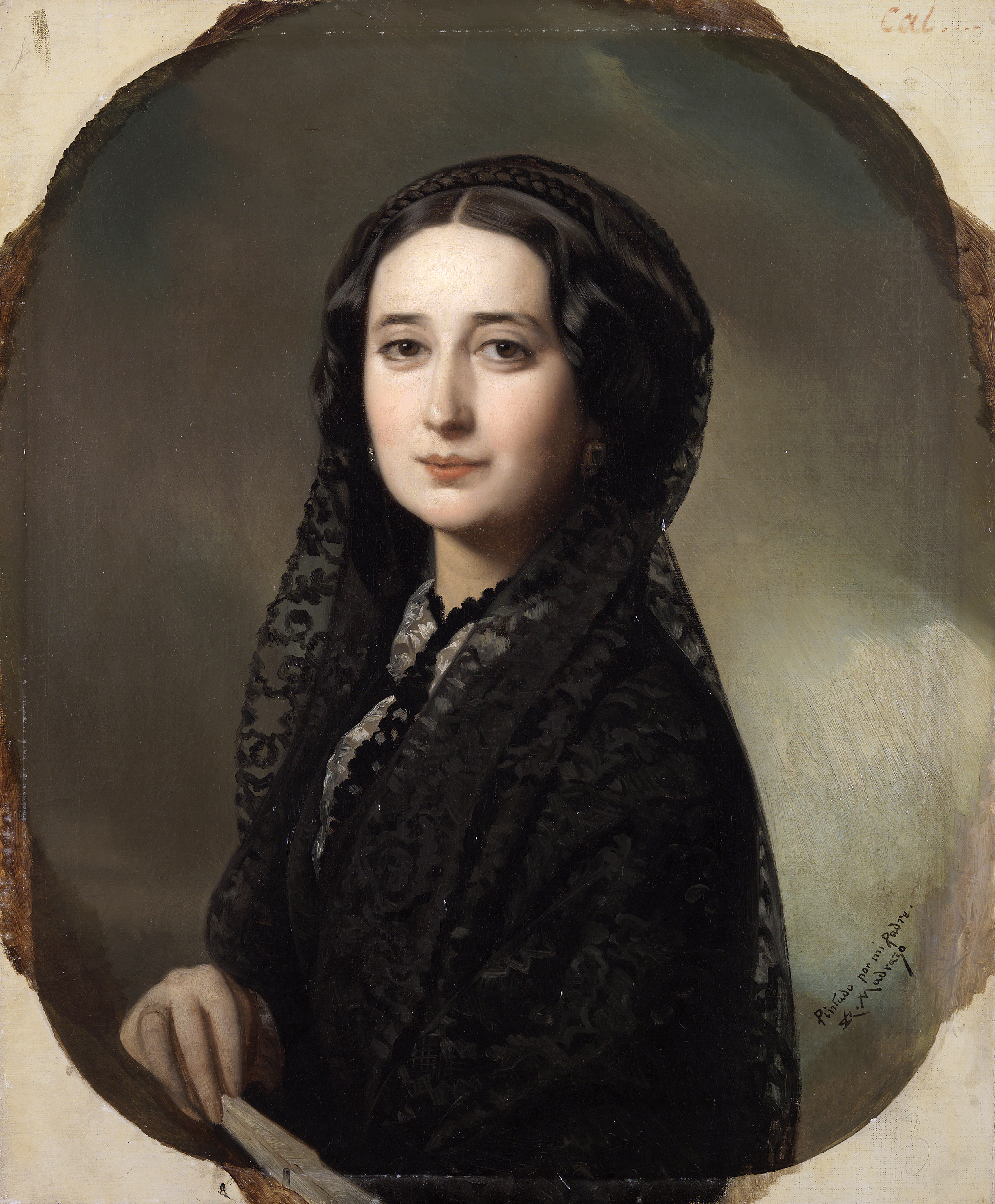
『キャロライナ・コロナド』（1855年）プラド美術館所蔵
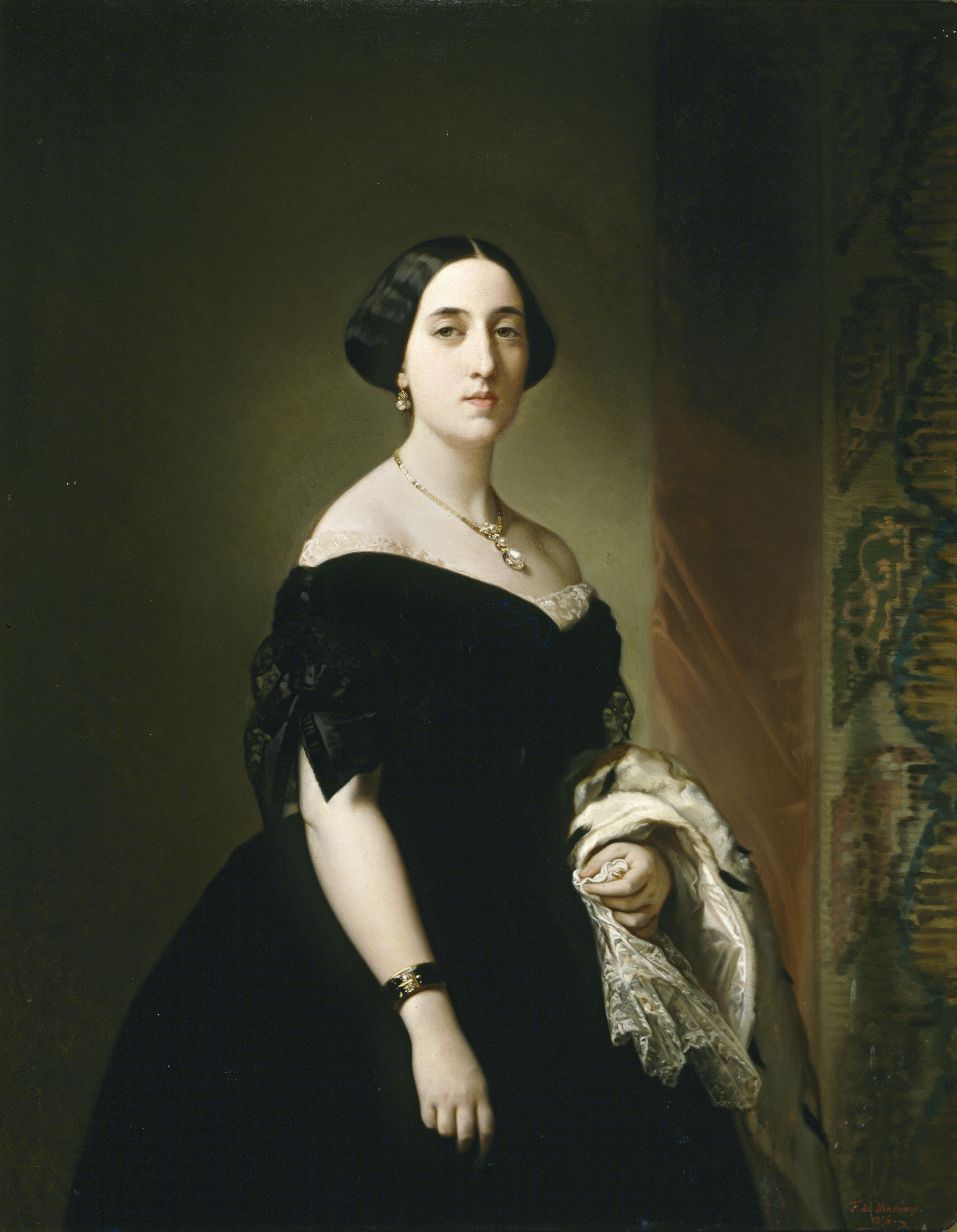
『コンセプシオン・レミサ・デ・モレ』（1856年）プラド美術館所蔵
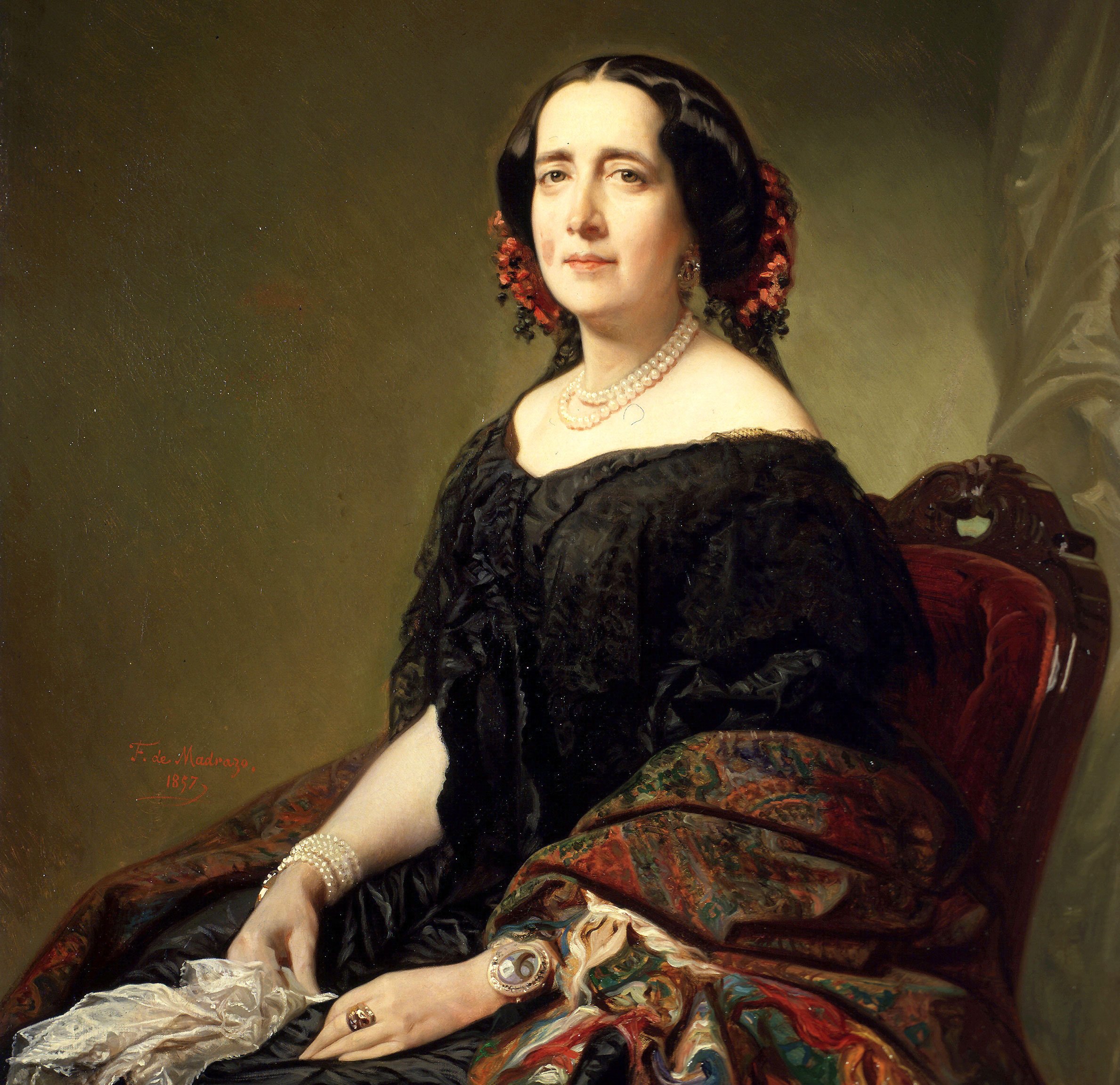
『ヘルトゥルディス・ゴメス・デ・アベジャネーダ』（1857年）プラド美術館所蔵
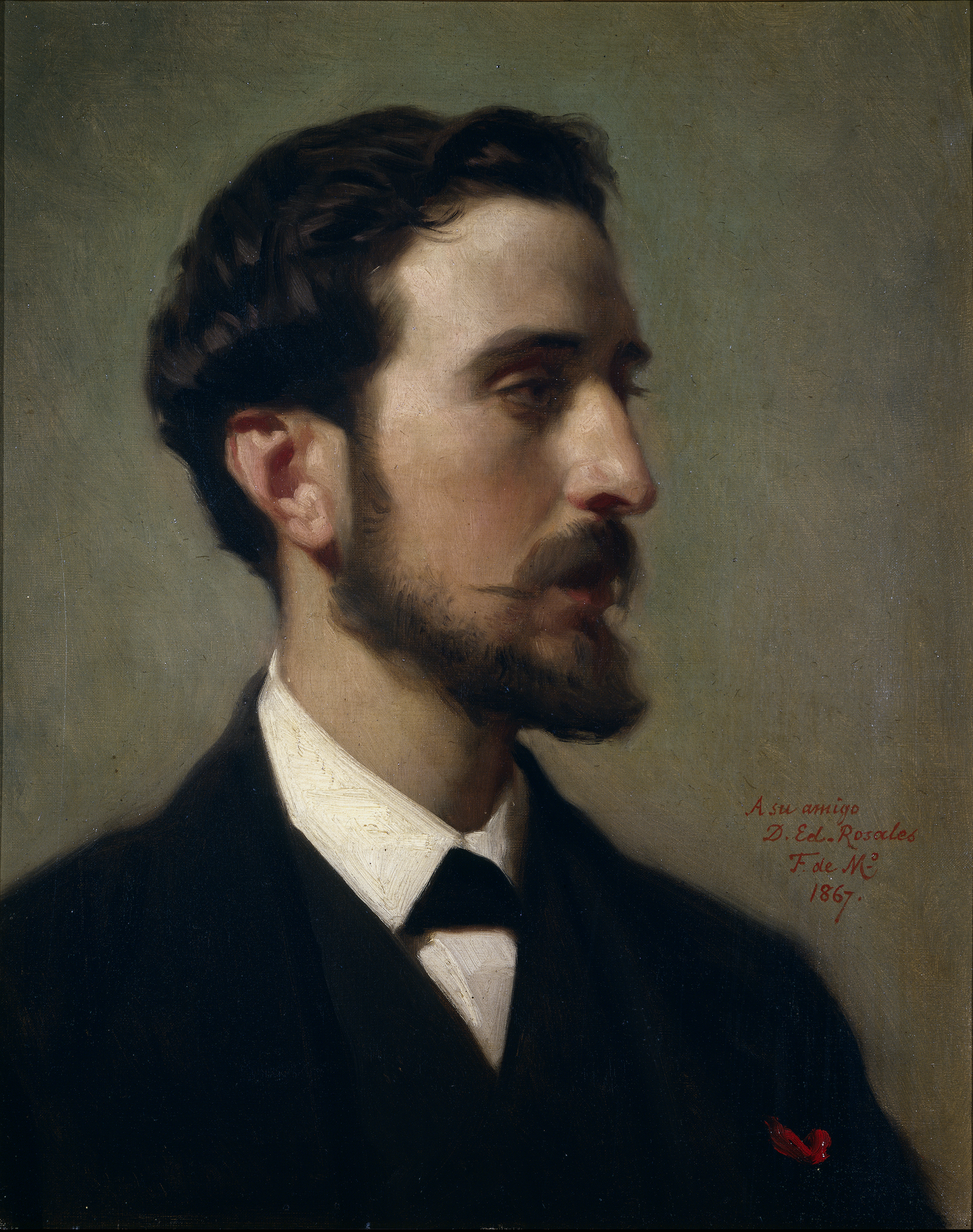
『エドゥアルド・ロサレス』（1867年）プラド美術館所蔵
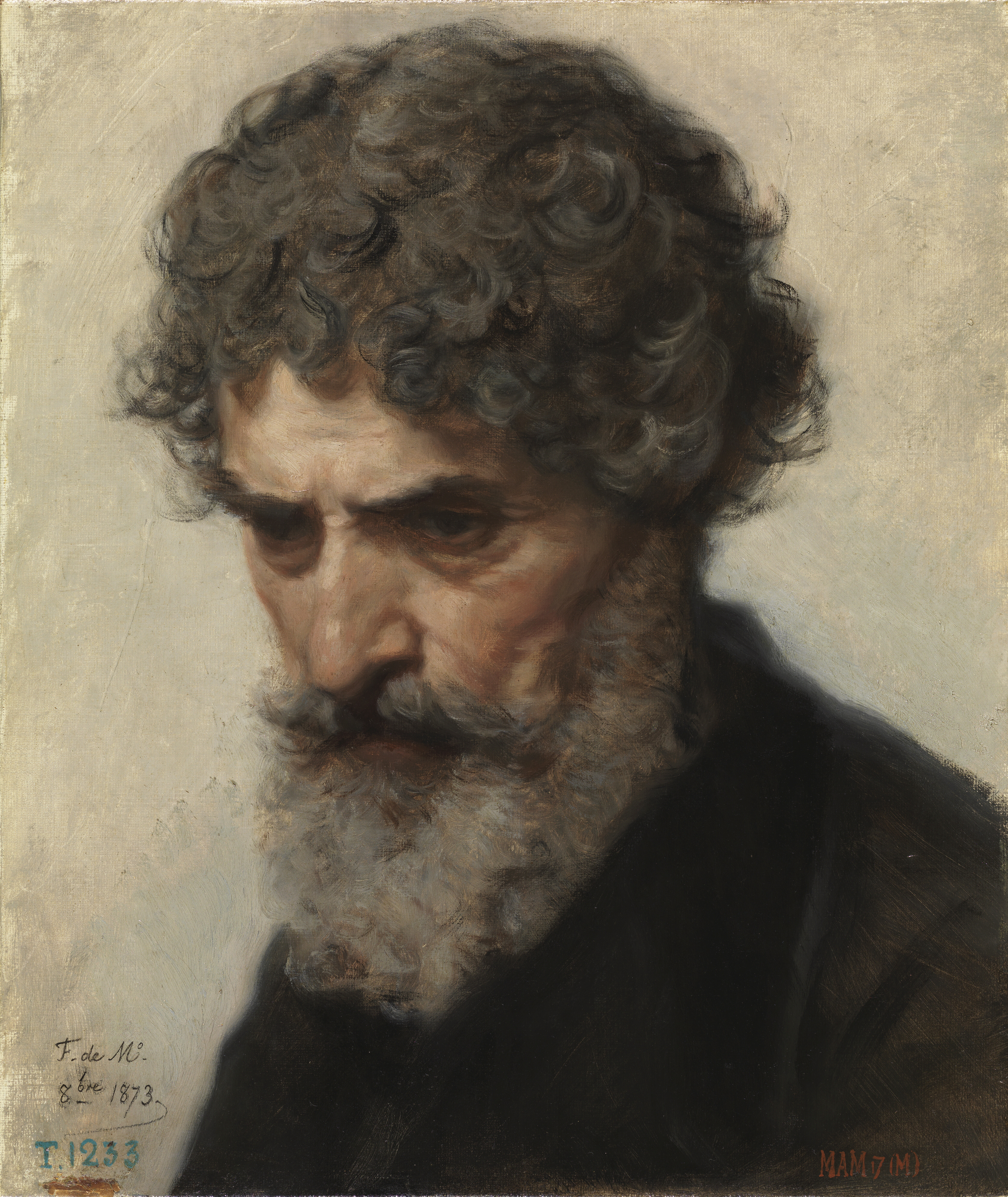
『画家ガスパーレ・センシ』（1873年）プラド美術館所蔵
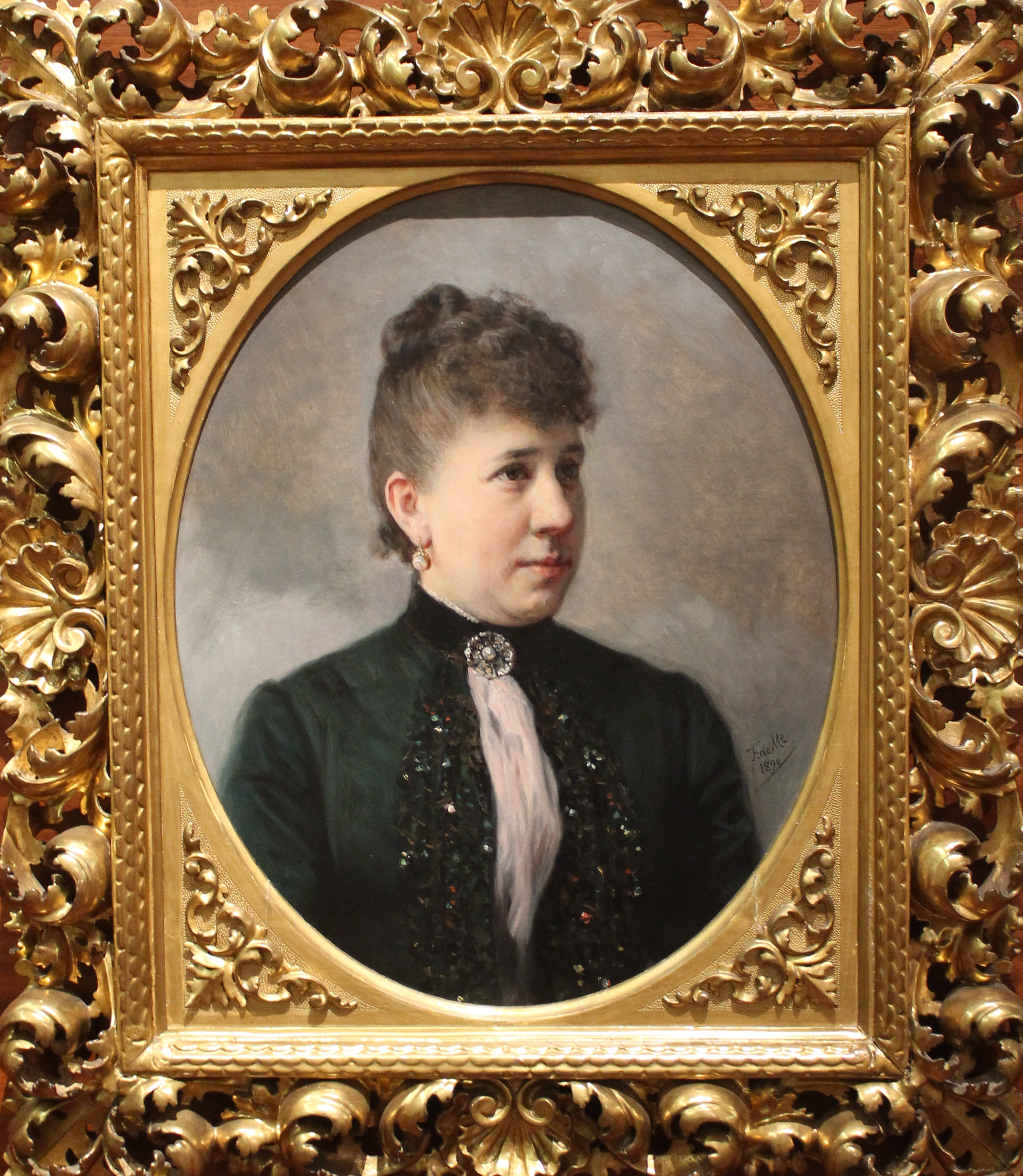
『ロペス・ドリガの未亡人アマリア・サラベラ・サイスの肖像』（1890年）プラド美術館所蔵